# Alban Wüst
Alban Wüst (* 31. Juli 1947; † 7. März 2000) war ein deutscher Fußballspieler. Der Stürmer gewann mit dem SV Alsenborn 1969 die Meisterschaft in der Regionalliga Südwest und absolvierte beim FC Schalke 04 von 1969 bis 1971 in der Fußball-Bundesliga 32 Ligaspiele, in denen er vier Tore erzielte.

## Karriere

### SV Alsenborn
Alban Wüst machte beim VfB Iggelheim in der 2. Amateurliga Südwest Vorderpfalz auf sich aufmerksam. Nach dem Verlust von Torjäger Jürgen Schieck zu den Stuttgarter Kickers zur Saison 1968/69 versuchte der Südwestmeister des Jahres 1968, der SV Alsenborn, mit einer Reihe von talentierten Amateurverpflichtungen das Niveau im Kader zu halten. So kamen neben dem schnellen Stürmer Wüst auch noch Werner Adler (ASV Maxdorf), Manfred Lenz (FV Rockenhausen), Bernhard Oberle (TSG Eisenberg), Franz Schwarzwälder (1. FC Hambach), Erwin Schwehm (SV Wiesentalerhof), Matthias Volk (FC Neureut) und Werner Fuchs von den FCK-Amateuren nach Alsenborn in die zweitklassige Regionalliga Südwest. Unter Trainer Otto Render debütierte der schnelle und bewegliche Stürmer am 9. September 1968 bei einem 5:2-Heimerfolg gegen den SV Saar 05 Saarbrücken in der Regionalliga Südwest. In seinem dritten Ligaeinsatz, am 14. Oktober 1968, beim 3:0-Heimsieg gegen den FV Speyer erzielte er zwei Tore. Am Schlusstag der Runde, am 10. Mai 1969, absolvierte er seinen 21. Ligaeinsatz und hatte zehn Tore für Alsenborn erzielt. Punktgleich mit der TuS Neuendorf verteidigte der SVA mit seinem Torverhältnis von 69:25 gegenüber 56:23 seinen Meistertitel und zog damit zum zweiten Mal in Folge in die Aufstiegsrunde zur Fußball-Bundesliga ein.
Zwei tragische Ereignisse überschatteten den sportlichen Alsenborner Erfolg: der Verkehrsunfall Ende Oktober 1968 von dem jungen Angreifer Josef Sattmann, wodurch dessen sportliche Laufbahn abrupt endete, und der Unfalltod von Trainer Render im April 1969.
In der Aufstiegsrunde bestritt der junge Stürmer alle acht Gruppenspiele gegen Rot-Weiß Oberhausen, den Freiburger FC, Hertha Zehlendorf und den VfB Lübeck, in denen er zwei Tore erzielte. Mit einem Punkt Rückstand verpasste Alsenborn knapp den Aufstieg. Die 0:3-Auswärtsniederlage am Schlusstag, den 22. Juni 1969, in Berlin gegen Zehlendorf ohne Kapitän und Spielmacher Lorenz Horr machte den Aufstieg zunichte. Der FC Schalke 04 eiste den Angreifer nach nur einem Jahr aus seinem Vertrag in Alsenborn los, und Wüst schaffte somit trotzdem noch den Aufstieg in die Bundesliga.

### FC Schalke 04
Zur Runde 1969/70 schloss sich Wüst dem Bundesligisten FC Schalke 04 an. Bei seinem Debüt, am ersten Spieltag der Saison 1969/70 beim Heimspiel gegen Borussia Mönchengladbach, glückte Wüst seine Torpremiere, als er den 2:0-Endstand herstellte. Die Schalker traten im Angriff mit Reinhard Libuda, dem Neuzugang aus Alsenborn und Hans Pirkner an. Er gehörte zu Rundenstart der Stammformation an. Deshalb kam er auch in der ersten Runde im Europapokal der Pokalsieger gegen die Shamrock Rovers zum Einsatz. Am 1. Oktober 1969 fand das Rückspiel in Gelsenkirchen statt; bereits in der 4. Minute erlitt Wüst einen komplizierten Schien- und Wadenbeinbruch, der ihn zu einer Pause bis zum März 1970 zwang. Lediglich nach den Einsatzzahlen war Wüst unter Trainer Rudi Gutendorf hinter Libuda, Pirkner und Manfred Pohlschmidt Ergänzungsspieler im Sturm. Beim mit 3:1 gewonnenen Auswärtsspiel am 4. März 1970 bei Dinamo Zagreb feierte er im Europacup und in der Bundesliga am 7. März beim 2:1-Erfolg bei Alemannia Aachen sein Comeback. In den zwei Halbfinalspielen im Europacup gegen den englischen Cupsieger Manchester City im April 1970 wurde er jeweils in der 2. Halbzeit eingewechselt. Gegen das Team von Manager Joe Mercer um die Leistungsträger Colin Bell, Franny Lee und Mike Summerbee hatten die „Königsblauen“ aber insbesondere beim Spiel an der Maine Road (1:5) keine Chance. Manchester zog in das Finale ein und holte sich den Cup. Emotional war auch das DFB-Pokalspiel am 8. April 1970 für Wüst; es führte ihn mit Schalke zum SV Alsenborn, wo sich der Bundesligist mit 5:1 durchsetzte und er als Mittelstürmer im Einsatz war. Insgesamt kam er trotz seiner fünfmonatigen Verletzungspause in seiner ersten Bundesligasaison auf 14 Einsätze und erzielte drei Tore.
In seiner zweiten Schalker Saison, 1970/71, verstärkten sich die „Knappen“ im Angriff mit Mittelstürmer Klaus Fischer. Am 7. September wurde Trainer Gutendorf abgesetzt und ab dem 8. September durch Slobodan Čendić ersetzt. Wüst hatte mit immer wieder auftretenden Schmerzen an der Bruchstelle zu kämpfen und musste sich hinter Fischer, Libuda und Pirkner mit 18 Einsätzen (1 Tor) mit der Ersatz- und Einwechselspielerrolle begnügen. Am 20. Februar 1971 stand er aber im Schalker Angriff beim 4:0-Erfolg im DFB-Pokal gegen den VfR Heilbronn und erzielte einen Treffer.

### VfR Heilbronn
Nach zwei Jahren beim FC Schalke 04 wechselte Wüst zur Runde 1971/72 zum VfR Heilbronn in die zweitklassige Regionalliga Süd. Der Neustart verlief ausgezeichnet: Heilbronn startete mit einem 2:1-Auswärtserfolg am 15. August 1971 beim 1. FC Nürnberg mit Mittelstürmer Wüst in die Runde. Spätestens ab November 1971 machten sich aber seine alten Verletzungsfolgen wieder bemerkbar und er konnte überwiegend nur noch als Einwechselspieler aktiv sein. Letztmals am 16. April 1972 konnte er sich als Torschütze für Heilbronn auszeichnen: Er erzielte zwei Tore beim 3:2-Auswärtserfolg bei der SpVgg Fürth. Insgesamt kam er beim Erreichen des achten Ranges auf 28 Einsätze und erzielte drei Tore.
Im Jahr 1973 wurde er zum Sportinvaliden erklärt.